# Victorias
Victorias (officiellt City of Victorias) är en stad i Filippinerna. Den ligger i provinsen Negros Occidental i regionen Västra Visayas och har 81 743 invånare (folkräkning 1 maj 2000).
Staden är indelad i 26 smådistrikt, barangayer, varav 14 är klassificerade som landsbygdsdistrikt och 12 som tätortsdistrikt.